# SSD Roma CF
Die Società Sportiva Dilettantistica Roma Calcio Femminile, kurz SSD Roma CF, ist ein italienischer Frauenfußballverein aus der Hauptstadt Rom.
1965 wurde der Klub als ACF Roma Lido ursprünglich in Lido di Ostia gegründet. Ab 1968 nannte sich der Verein nur noch ACF Roma. Die Frauenfußballmannschaft wurde 1969 in der Serie A Meister und gewann 1971 die Coppa Italia. Durch weitere Namensänderungen hieß der Klub ab 1995 GS Roma CF, ab 2012 ASD Roma CF und seit 2017 SSD Roma CF.